# Украинская республика
1. REDIRECT Украина